# Сарајевске приче
Сарајевске приче је југословенска телевизијска серија, снимљена 1991. године. Аутори серије били су режисер Фарук Соколовић који је учествовао и у писању сценарија заједно са Душаном Анђићем и Мајом Диздаром.

## Списак епизода
| Епизода                 | Трајање |
| ----------------------- | ------- |
| 1. Робиње сна           | 49 мин. |
| 2. Пут у високо друштво | 47 мин. |
| 3. Опасна игра          | 48 мин. |
| 4. Прљави новац         | 42 мин. |

## Улоге
| Глумац             | Улога                                    |
| ------------------ | ---------------------------------------- |
| Мира Фурлан        | Милена Газивода (4 еп. 1991)             |
| Бора Тодоровић     | Адем Преслица (4 еп. 1991)               |
| Миодраг Кривокапић | Јоза Павлић (4 еп. 1991)                 |
| Љуба Тадић         | Пуковник (4 еп. 1991)                    |
| Алма Авдић         | Вања Газивода (3 еп. 1991)               |
| Бранко Личен       | Зајец (3 еп. 1991)                       |
| Каћа Ћелан         | Споменка (2 еп. 1991)                    |
| Недим Ђухерић      | (2 еп. 1991)                             |
| Ивана Михић        | Ђана Рађеновић (2 еп. 1991)              |
| Тахир Никшић       | Наставник фискултуре Тарзан (2 еп. 1991) |
| Нада Пани          | Фатима Преслица (2 еп. 1991)             |
| Влајко Шпаравало   | (2 еп. 1991)                             |
| Никола Стојановић  | Марко Газивода (2 еп. 1991)              |
| Ена Беговић        | Докторка (1 еп. 1991)                    |
| Божидар Буњевац    | (1 еп. 1991)                             |
| Јасна Диклић       | Медицинска сестра (1 еп. 1991)           |
| Даринка Ђурашковић | Рајка Кокот (1 еп. 1991)                 |
| Давор Дујмовић     | Бобан Кокот (1 еп. 1991)                 |
| Драган Јовичић     | Капетан Рађеновић (1 еп. 1991)           |

 Остале улоге  ▼
| Глумац                | Улога                            |
| --------------------- | -------------------------------- |
| Суада Каришик         | (1 еп. 1991)                     |
| Данило Лазовић        | Споменкин отац Јово (1 еп. 1991) |
| Жан Маролт            | Сабахудин Преслица (1 еп. 1991)  |
| Исмет Мутевалић       | (1 еп. 1991)                     |
| Заим Музаферија       | Хаџија (1 еп. 1991)              |
| Мирко Влаховић        | Наркоман Тихи (1 еп. 1991)       |
| Асја Павловић         | (1 еп. 1991)                     |
| Суада Топаловић       | (1 еп. 1991)                     |
| Мебрура Тополовац     | (1 еп. 1991)                     |
| Нермин Тулић          | (1 еп. 1991)                     |
| Велимир Животић       | Живко Кокот (1 еп. 1991)         |
| Фахрудин Ахметбеговић | (непознат број епизода)          |
| Раде Чоловић          | (непознат број епизода)          |
| Рајко Радуловић       | (непознат број епизода)          |
| Ветко Салака          | (непознат број епизода)          |

Комплетна ТВ екипа  ▼
| Редитељ              | Фарук Соколовић        | (4 еп. 1991)                              |
| Сценариста           | Душан Анђић            | (4 еп. 1991)                              |
| Сценариста           | Мајо Диздар            | (4 еп. 1991)                              |
| Сценариста           | Фарук Соколовић        | (4 еп. 1991)                              |
| Продуцент            | Сухрета Дуда Соколовић | продуцент (1 еп. 1991)                    |
| Продуцент            | Бора Тодоровић         | продуцент (1 еп. 1991)                    |
| Композитор           | Горан Бреговић         | (4 еп. 1991)                              |
| Директор фотографије | Стипо Светиновић       | (1 еп. 1991)                              |
| Mонтажер             | Миралем Зубчевић       | (4 еп. 1991)                              |
| Сценограф            | Зоран Михајловић       | (1 еп. 1991)                              |
| Костимограф          | Младен Павловић        | (1 еп. 1991)                              |
| Одсек за шминку      | Самира Колчак          | шминкер (непознат број епизода)           |
| Помоћник режије      | Фарук Арнаутовић       | помоћник редитеља (непознат број епизода) |